# XYND
«XYND» — другий студійний альбом російськомовного реп виконавця Schokk'a вийшов в 2015 році. Цей альбом є повною протилежною стороною виконавця тільки через те, що альбом розкриває виконавця з нової сторони. Замість баттл-репу, ми чуємо поезію.

## Список композицій
| #   | Назва                                | Тривалість |
| --- | ------------------------------------ | ---------- |
| 1.  | «Intro»                              | 3:21       |
| 2.  | «Xynd (feat. Шура Кузнецова)»        | 3:31       |
| 3.  | «На зло (feat. Богдан Кияшко)»       | 3:37       |
| 4.  | «Наших планет нет»                   | 4:43       |
| 5.  | «Такси»                              | 2:15       |
| 6.  | «Wut»                                | 3:11       |
| 7.  | «Грусть»                             | 3:29       |
| 8.  | «Сталактит (feat. Богдан Кияшко)»    | 3:10       |
| 9.  | «Стеклянный зверинец»                | 2:54       |
| 10. | «По плану»                           | 3:03       |
| 11. | «Зачем мне любовь мама»              | 2:12       |
| 12. | «Бесоме (feat. Богдан Кияшко)»       | 4:27       |
| 13. | «Outro»                              | 4:06       |
| 14. | «Синие ирисы (feat. Шура Кузнецова)» | 3:25       |